# Quake III Arena
Quake III Arena ist ein Computerspiel und der dritte Teil der Quake-Serie. Der Ego-Shooter von id Software kam Ende 1999 auf den Markt. In Deutschland wurde Quake III von Januar 2000 bis November 2024 von der damaligen BPjS indiziert.
Quake III Arena war neben Unreal Tournament eines der ersten Spiele, das rein auf den Mehrspielermodus ausgelegt war und daher praktisch keine Handlung besitzt. Ein Einzelspielermodus ist zwar vorhanden, bei diesem wird jedoch mit Hilfe von KI-gesteuerten „Bots“ das Gameplay des Mehrspielermodus simuliert, was als Training für das Spiel gegen menschliche Gegner im Netzwerk zu verstehen ist.
Die Grafik-Engine von Quake III Arena (id Tech 3) setzte mit Veröffentlichung neue Maßstäbe und wurde auch noch einige Jahre später als Basis für Spiele und als Benchmark für die Prozessor- und Grafikleistung verwendet. Seitens id war Quake III Arena die letzte große Iteration der Quake-Engine. Mit dem Spiel Doom 3 wurde eine von Grund auf neu programmierte Grafik-Engine entwickelt.
Quake III wurde für die Betriebssysteme Windows, Linux, Mac OS X und die Konsole Dreamcast veröffentlicht. Auf der PlayStation 2 erschien es als Quake III Revolution portiert von Bullfrog Productions inklusive der Erweiterung Team Arena. Für die Xbox erschien  das Spiel unter dem Namen Quake Arena Arcade. Den Portierungen kam zugute, dass die Quake-III-Grafik auf der plattformunabhängigen Programmierschnittstelle OpenGL basiert. Die Dreamcast-Version bot die Möglichkeit, mit vier Spielern im Internet gegen Besitzer der PC-Version zu spielen.

## Spielziel
Das Ziel des grundlegenden Deathmatchmodus von Quake III ist es, durch Abschüsse (Frags) von Gegnern die höchste Punktezahl zu erreichen.
Dabei gibt es zwei mögliche Limitierungen:
1. Zeitbegrenzung: Es gilt in einer bestimmten Zeit so viele Abschüsse wie möglich zu erzielen (angewandt bei 1-gegen-1- oder 4-gegen-4-Spielen mit einer Grenze von 15 Minuten)
2. Punktelimit: Spielziel ist es als Erster eine bestimmte Anzahl von Abschüssen zu erreichen (im Internet häufig 20–50 Abschüsse, danach wird in der Regel die Map gewechselt)

Es stehen mehrspielertypisch verschiedene Spielmodi zur Wahl:
1. Deathmatch, grundlegender Spielmodus, in dem jeder gegen jeden kämpft.
2. Tournament: Zweikampf.
3. Team-Deathmatch. Hierbei werden Abschüsse nur dann gutgeschrieben, wenn der Gegenspieler der gegnerischen Mannschaft angehört. Versehentliche Abschüsse von Spielfiguren der eigenen Mannschaft werden mit Minuspunkten bestraft.
4. Capture the Flag (deutsch: Fahnenraub). Dabei versuchen zwei Mannschaften sich gegenseitig die Fahne zu entwenden und diese in die eigene Basis zu bringen. Ist dies geschafft, erhält die Mannschaft einen Punkt.

Es gibt im Spiel Power-ups, die der Spielfigur kurzzeitig besondere Fähigkeiten verleihen.

## Entwicklung
Id Software entwickelte Quake III Arena mit 14 Entwicklern. Zur Zeit der Entwicklung war id Software bereits finanziell unabhängig von Publishern. Auf eine entschärfte Version für den deutschen Markt wurde bewusst verzichtet, weil das Risiko bestand, dass auch diese indiziert würde.

## Technik
Das Spiel wurde größtenteils in C programmiert. Lediglich der Karteneditor und einige Schnittstellen zu Fremdcode wurden in der Sprache C++ umgesetzt. Ursprünglich war geplant einen Einzelspielernachfolger für Quake II in einem Jahr zu entwickeln. Das Konzept wurde vollständig verworfen. Das Software Rendering wurde vollständig abgeschafft und ein Mehrspieler orientiertes Spiel geschaffen. Große technische Änderungen an der Spiel-Engine verzögerten den Entwicklungsprozess immer weiter. Insbesondere die Botroutinen sorgten für Probleme. Mithilfe des niederländischen Studenten Jan-Paul Waveren wurden intelligente Bewegungssystem ohne vordefinierte Wegpunkte implementiert. Die KI-Routinen erhielten unterschiedliche Eigenschaften und antworteten ähnlich einem Chatbot was Persönlichkeit suggerierte. Waveren dokumentierte seine im Auftrag entwickelte Arbeit in Form einer Abschlussarbeit bei der Universität Delft. Jahre später verwendete Deepmind Quake III Arena als Plattform, um ihre KI durch verstärkendes Lernen zu trainieren.

## Ableger
Der Quelltext der Spielengine – nicht jedoch die Spielinhalte wie Figurenmodelle oder Texturen – wurde am 19. August 2005 unter der Softwarelizenz GNU General Public License veröffentlicht. Die Engine wird unter dem Namen ioquake3 von der Gemeinschaft weiter gepflegt.
Mit OpenArena existiert auch eine Variante, die alle nicht freien Teile des Spiels wie etwa die 3D-Modelle durch eigene, freie Inhalte ersetzt und somit vollständig frei und kostenlos ist und man benötigt keine originale Kopie von Quake III, um spielen zu können.
Eine ursprünglich kostenlose, werbefinanzierte Version von Quake III Arena mit einigen Ergänzungen wurde nach einem 2009 gestarteten öffentlichen Betatest 2010 unter dem Namen Quake Live veröffentlicht.

## Rezeption
Für PC Joker überzeugte Quake III durch die herausragende Grafik, schnelles Gameplay und den kompetitiven Aspekt. Jochen Rist sah das Spiel allen Konkurrenzprodukten überlegen an. Die Charaktere seien detailert, das Leveldesign ansprechend, die Balance der Waffen gelungen und das Spiel strategisch im Mehrspielermodus, der für Langzeitmotivation sorge. Lediglich die begrenzten Spielmodi wurden bemängelt.

## Quake III: Team Arena
Quake III: Team Arena ist die offizielle Erweiterung für Quake III Arena. Sie erschien 2000 und wurde ebenfalls von id Software entwickelt. Während das Hauptspiel Quake III Arena seinen Schwerpunkt auf die verschiedenen Deathmatch-Spielmodi legte, konzentrierte sich Team Arena auf mannschaftsbasierte Spielmodi.
- One Flag CTF: Es gibt eine weiße Fahne, die sich in der Mitte zwischen beiden Basen befindet und zum Punkten zur fest stehenden Fahne der gegnerischen Mannschaft gebracht werden muss.
- Harvester: Jeder besiegte Gegner generiert einen Schädel an einem Ort in der Mitte der Map. Zum Punkten müssen die Schädel durch Mannschaftsmitglieder aufgenommen und in die eigene Basis gebracht werden. Dabei kann die gegnerische Mannschaft einen Träger töten, wodurch die erbeuteten Schädel verloren gehen.
- Overload: Zum Punkten muss in der gegnerischen Basis ein Obelisk zerstört werden, während der Obelisk in der eigenen Basis geschützt werden muss.

Neben einer Verbesserung der Grafik, die per Patch auch für das Hauptspiel umgesetzt wurde, wurden auch neue Level (darunter weitläufige Außenlevel), Spielfiguren mit eigenen Sprachsamples, sowie neue Spielmodi, Waffen und Power-ups hinzugefügt.

### Rezeption
Das Addon wurde als auf dem Niveau eines Fan-Patches oder einem kostenlosen Update eingestuft. Die stark vergrößerten Levels passten nicht zum Gameplay, die neuen Modelle seien größtenteils nur Abwandlungen der bestehenden Spielfiguren und die Ausbalancierung der Waffen misslungen.

## Cheating
Da von einigen Spielbetrügern immer wieder versucht wurde, unerlaubte Hilfsmittel zu verwenden (z. B. Aimbot genannte Zielhilfen oder Wallhacks, mit denen durch Wände schauen ermöglicht wurde), fügte man zusätzliche Schutzmechanismen hinzu wie das Anti-Cheat-Programm PunkBuster, welches das Mogeln unterbinden soll. PunkBuster kann seit der Veröffentlichung der Version 1.32 auf Wunsch aktiviert werden und ist mittlerweile Pflicht auf öffentlichen Servern. Bei der Veröffentlichung des Quelltextes wurde die PunkBuster-Integration hingegen ausgelassen.

## Modifikationen
Im Laufe der Zeit konnten einige der zahlreichen Modifikationen des Spiels große Popularität erlangen. Das Spektrum reicht von Grafikverbesserungen über Total Conversions, die das Spiel vollständig umgestalten.
- Rocket Arena 3 wird mannschaftsbasiert oder im 1-gegen-1-Duell gespielt. Spieler haben von Beginn an alle Waffen (variabel), Gegenstände wie Munition oder Rüstung gibt es nicht. Wer zuletzt übrig bleibt, gewinnt die Runde (ähnlich dem von Unreal Tournament 2004 bekannten „Last Man Standing“ beziehungsweise „TAM“). Rocket Arena wurde ursprünglich als Modifikation für Quake entwickelt.[29]
- CPMA (Challenge Promode Arena) ermöglicht sehr schnellen und flüssigen Spielablauf, der im Gameplay und in der Spielphysik Elemente aus Quakeworld und Quake II aufgreift. Die Physik des Spiels wird durch die Modifikation so verändert, dass beispielsweise bei Sprüngen mit 90°-Richtungswechseln die Ausgangsgeschwindigkeit nicht zwingend vermindert wird (Fliehkraft), wie es im normalen Modus der Fall ist. CPMA hat bis heute eine verhältnismäßig kleine Community mit besonders erfahrenen Spielern. Populär wurde es durch die Entscheidung der CPL, Quake III Arena als World-Tour-Spiel 2006 mit CPMA für Turniere zu benutzen (allerdings mit der normalen Quake-Physik). Mittlerweile hat, was Turnier-Modifikationen angeht, CPMA den Platz von OSP eingenommen, da letzteres nicht mehr weiterentwickelt wird.[19]
- DeFRaG ist eine Tricksprung-Modifikation, welche in zwei Varianten und unter strikter Trennung zweier Physiksysteme (Standard-Quake3 und Challenge Pro Mode, s. o.) gespielt wird: Einerseits „Freestyle“ auf den bekannten Q3-Standard-Maps und eigens für diese Mod gebauten „Jumpmaps“, andererseits „Runs“, bei welcher ein Hindernis-Parcours durch Sprungtechniken und unter Zuhilfenahme der verfügbaren Waffen auf Zeit absolviert werden muss. Rekordzeiten werden als mit der Engine wieder abspielbare Demos aufgezeichnet.[30]
- PadMod verwandelt das Spiel in eine farbenfrohe Welt des Comicstreifen-Superhelden Padman. Mit World of Padman erschien später eine eigenständige Version.[31]
- Western Quake 3 ist eine Total Conversion, die das Spiel in ein Wild-West-Szenario umbaut. Banditen spielen gegen Gesetzeshüter mit Spielzielen wie Bankraub oder Duellen.[32] Später wurde der Mod als Smokin’ Guns eigenständig.
- Urban Terror startete ebenfalls als Quake 3 Modifikation, die später eigenständig wurde. Antiterroreinheiten bekämpfen Kriminelle mit modernen Schusswaffen.[33]
- Reaction Quake 3 ist der Nachfolger des Action Quake Mods für Quake II. Die Spielgeschwindigkeit ist hoch und die Spielmechanik an Hollywood Actionfilme angelehnt. Eine eigenständig lauffähige Version wurde veröffentlicht.[34]
- Q3Rally wandelt das komplette Spielprinzip in ein Rennspiel um, in dem allerdings Bewaffnung eine nicht zu unterschätzende Rolle spielt. Mittlerweile wurde der Mod auf Basis von ioquake3 zu einem eigenständigen Spiel aufgewertet.[35]